# Nakataia cisdentifer
Nakataia cisdentifer är en tvåvingeart som beskrevs av James E. Sublette och Wirth 1980. Nakataia cisdentifer ingår i släktet Nakataia och familjen fjädermyggor. Inga underarter finns listade i Catalogue of Life.